# Barbara Bollwahn

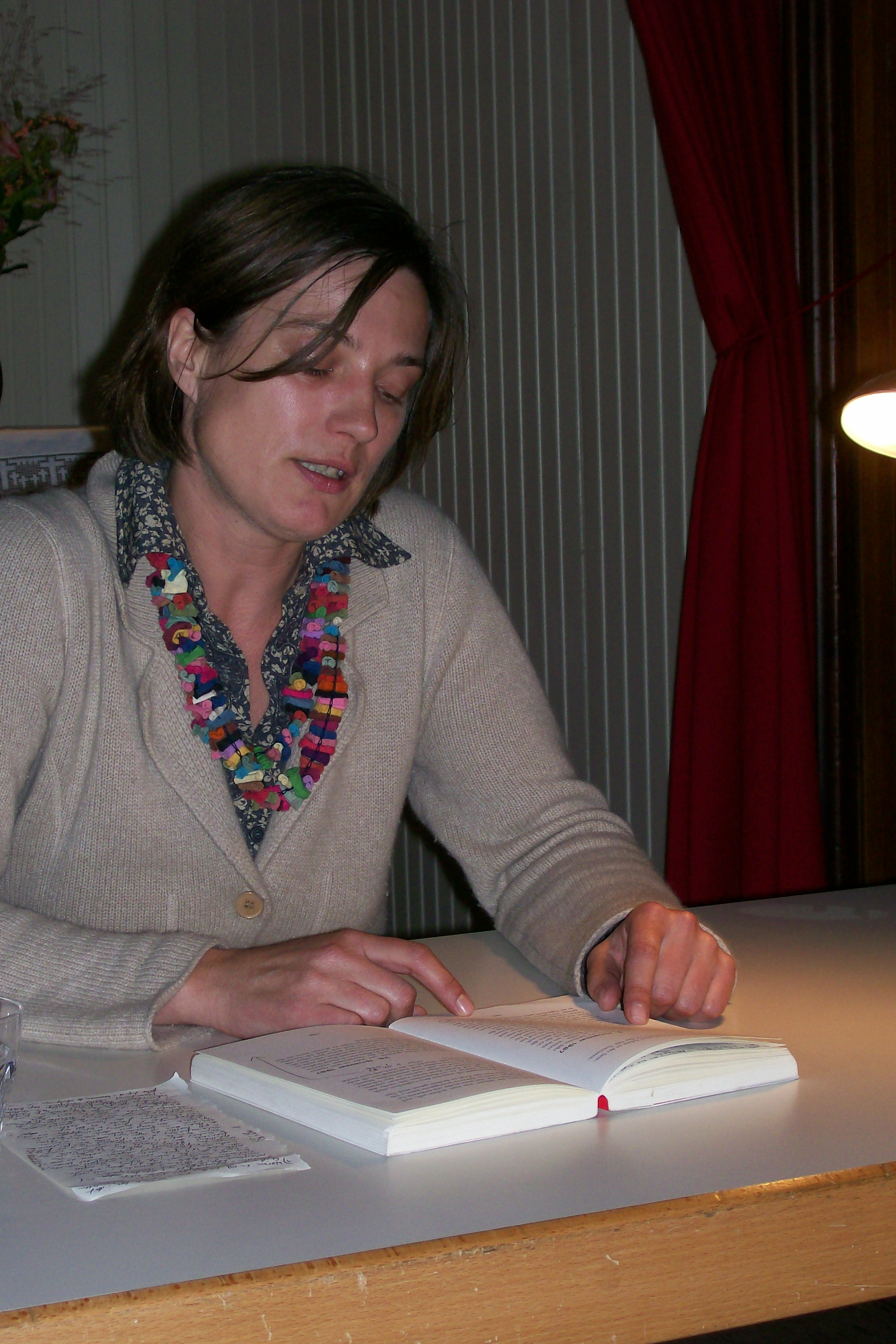
Barbara Bollwahn bei einer Lesung in der Flussschifferkirche am 3. Oktober 2007

Barbara Bollwahn, auch Barbara Bollwahn de Paez Casanova, (* 11. März 1964 in Borna; † 28. Juli 2018 in Berlin) war eine deutsche Journalistin, Schriftstellerin und Übersetzerin.

## Leben
Barbara Bollwahn legte ihr Abitur 1982 in Geithain ab und studierte 1983 bis 1986 Spanisch und Englisch an der Karl-Marx-Universität Leipzig. Nach dem Examen als Dolmetscherin und Übersetzerin arbeitete sie 1988 bis 1990 freiberuflich als Spanisch-Dolmetscherin. 1991 war sie vier Monate lang als Redaktionssekretärin beim Tagesspiegel tätig, bis sie im August 1991 zur tageszeitung (taz) wechselte, bei der sie zunächst als Redaktionsassistentin, später als Redakteurin beschäftigt war.
1996 und 1997 bereiste sie Mexiko, Venezuela und Argentinien. 1998 erhielt sie ein Arthur F. Burns Fellowship-Stipendium, das sie für einen dreimonatigen Arbeitsaufenthalt in Costa Rica nutzte. 2004 reiste sie für vier Wochen nach Kuba und führte dort Interviews mit Schriftstellern, Musikern und Sportlern. Von 2001 bis 2007 arbeitete sie als Reporterin im Reportage-Pool der taz. Für die Zeitung schrieb sie von 2004 bis 2007 die Ost-West-Kolumne „Rotkäppchen“.
Für die Arbeit an ihrem ersten Jugendbuch Mond über Berlin, das sie teilweise im Tessin schrieb und das 2006 im Thienemann Verlag erschien, ließ sie sich von der Redaktionsarbeit freistellen. Mond über Berlin erschien auch als Hörbuch. 2007 veröffentlichte sie ihr zweites Buch Der Klassenfeind + ich, ebenfalls bei Thienemann. Darin verarbeitete sie ihre eigenen Erlebnisse als junge DDR-Bürgerin, die sich bei einem Ungarn-Urlaub am Plattensee in einen Westdeutschen aus Nürnberg verliebte.
Ab Oktober 2007 arbeitete sie freiberuflich als Schriftstellerin und Journalistin. Barbara Bollwahn lebte in Berlin, wo sie Ende Juli 2018 im Alter von 54 Jahren an einer unheilbaren Krankheit starb.

## Auszeichnungen
1996 erhielt Barbara Bollwahn den ersten Preis des Wächterpreises der deutschen Tagespresse für eine Reportage in der taz. Die Reportage über einen ausländerfeindlichen Überfall in Mahlow führte zur Festnahme der Täter.
Im Juni 2008 wurde ihr Jugendroman Der Klassenfeind + ich für den Jugendbuchpreis Buxtehuder Bulle nominiert. Als Dorfschreiberin in Eisenbach mit einem Dreimonatsstipendium recherchierte sie im Frühsommer 2009 Schwarzwälder Lokalkolorit und schrieb an ihrem nächsten Jugendbuch.

## Werke
- Mond über Berlin. Thienemann, Stuttgart/Wien 2006, ISBN 3-522-17770-3.
- Der Klassenfeind + ich. Thienemann, Stuttgart/Wien 2007, ISBN 978-3-522-17982-9.
- Glücksmuscheln. Thienemann, Stuttgart/Wien 2009, ISBN 978-3-522-50003-6.
- Das Durcheinander, das sich Leben nennt. Thienemann, Stuttgart/Wien 2010, ISBN 978-3-522-20105-6.

- zu den Zeitungsartikeln siehe unter Weblinks